# IC 2388
IC 2388 је спирална галаксија у сазвјежђу Рак која се налази на листи објеката дубоког неба у Индекс каталогу.
Деклинација објекта је + 19° 38' 41" а ректасцензија 8h 39m 56,5s. Привидна величина (магнитуда) објекта IC 2388 износи 14,7 а фотографска магнитуда 15,5. IC 2388 је још познат и под ознакама CGCG 89-63, , PGC 24365.